# Federació Andorrana de Futbol
Federació Andorrana de Futbol – ogólnokrajowy związek sportowy działający na terenie Andory, będący jedynym prawnym reprezentantem andorskiej piłki nożnej, zarówno mężczyzn, jak i kobiet, we wszystkich kategoriach wiekowych w kraju i za granicą. Siedziba związku mieści się w Escaldes-Engordany. Związek powstał w 1994, a od 1996 jest członkiem FIFA. Członkiem UEFA stał się w 1994. Prezesem jest Victor Santos, który zastąpił Antoniego Giribeta.
Związek jest organizatorem Primera Divisió, czyli najwyższej klasy rozgrywkowej w Andorze, a także reprezentacji Andory.